# Alaudala cheleensis tuvinica
Alaudala cheleensis tuvinica is een ondersoort van de mongoolse kortteenleeuwerik uit de familie van de leeuweriken. 

## Verspreiding en leefgebied
De soort komt voor in noordwestelijk Mongolië en zuidelijk Rusland.